# Daemonorops urdanetana
Daemonorops urdanetana är en enhjärtbladig växtart som beskrevs av Odoardo Beccari. Daemonorops urdanetana ingår i släktet Daemonorops och familjen Arecaceae. Inga underarter finns listade i Catalogue of Life.